# Hönssundet
Hönssundet är ett sund i Finland. Det ligger i Houtskär i landskapet Egentliga Finland, i den sydvästra delen av landet, 190 km väster om huvudstaden Helsingfors.
Hönssundet ligger söder som ön Saverkeit och förbinder Kyrksjön och Träsks kanal i väster med Topsala fjärden i öster.